# Gagarino
Gagarino (Russisch: Гагарино) is een archeologische vindplaats van een laat-paleolithisch jagerskamp bij het gelijknamige dorp in het rayon Zadonski in de Russische oblast Lipetsk.
De nederzetting bij Gagarino is gedateerd op 35-18.000 jaar v.Chr. De late periode werd beïnvloed door het Gravettien.

## Vondsten
Gevonden zijn restanten van een ovale 0,4-0,5 m in de grond verdiepte woning. Wanden en dak waren van takken bedekt met dierenhuiden, aan de bodem vastgezet met grote stenen en botten.
Een groot aantal mammoetbeenderen, zowel als restanten van oerossen, rendieren, poolvossen en vogels werden gevonden. Talrijke vuurstenen gereedschappen als schrabbers en klingen, kleine scherven en microlieten, beenderen priemen, speerpunten, naalden met inkepingen om draden te bevestigen, wapens en gereedschappen zijn gevonden, zowel als 24 halskettingen, meest van doorboorde hoektanden van de poolvos.

### Venusbeeldjes van Gagarino
Onder de vondsten bevonden zich zeven zogenaamde Venusbeeldjes van mammoetslagtand. Zes daarvan tonen de typerende overdreven vormen van borsten, buik en billen, een vertoont een, voor het paleolithicum ontypische, meer realistische vrouwenfiguur van opvallende lengte. Een ervan, gedateerd op 22.000 v.Chr., vertoont een zittende figuur analoog aan de Venus van Willendorf. Een ander toont een kledingstuk of versiering om het middel. Opmerkelijk is een niet-afgewerkt dubbelbeeldje van een vrouw en een man(?), gestrekt gelegen met de hoofden tegen elkaar.